# Lorenzo Perti
Lorenzo Perti  (* 1624 Rovenna bei Como; † 1692) war ein hauptsächlich in Bayern tätiger italienischer Bauleiter.

## Leben
Die Herkunft der Perti wird, auch in der neueren Literatur, mit Como bezeichnet. Damit ist aber das Bistum gemeint, denn er stammte in Wirklichkeit aus Rovenna, einem Dorf auf einer Aussichtsterrasse am Comersee, eineinhalb Wegstunden von Como entfernt. Im April 1663 traf er zusammen mit dem Baumeister Agostino Barelli in München ein. Perti ist der eigentliche Leiter der Baustellen, die damalige Benennung Baumeister (Barelli) und Maurermeister (Perti) würde im heutigen Sprachgebrauch Architekt (Barelli) und Baumeister und Bauleiter (Perti) lauten.
Lorenzo Perti war mit Isabella Perti verheiratet, ihr gemeinsamer Sohn war Giovanni Nicolò Perti.

## Werk
- Bau der Münchner Theatinerkirche ab 1663 und anstoßendes Kloster
- Bau von Schloss Nymphenburg 1668–73